# Giovanni Locatelli
Giovanni Locatelli (Rota d'Imagna, 15 settembre 1924 – Bergamo, 20 febbraio 2004) è stato un vescovo cattolico italiano.

## Biografia
Nasce a Rota d'Imagna, in provincia e diocesi di Bergamo, il 15 settembre 1924; è secondo di sei fratelli.

### Formazione e ministero sacerdotale
Entra nel seminario diocesano di Bergamo, dove il 22 maggio 1948 è ordinato presbitero dal vescovo Adriano Bernareggi (poi arcivescovo).
Dopo l'ordinazione è dapprima vicedirettore nella casa dell'Opera Ritiri Gratuiti di Botta di Sedrina, poi docente di morale nel seminario di Bergamo, quindi parroco della cattedrale.

### Ministero episcopale

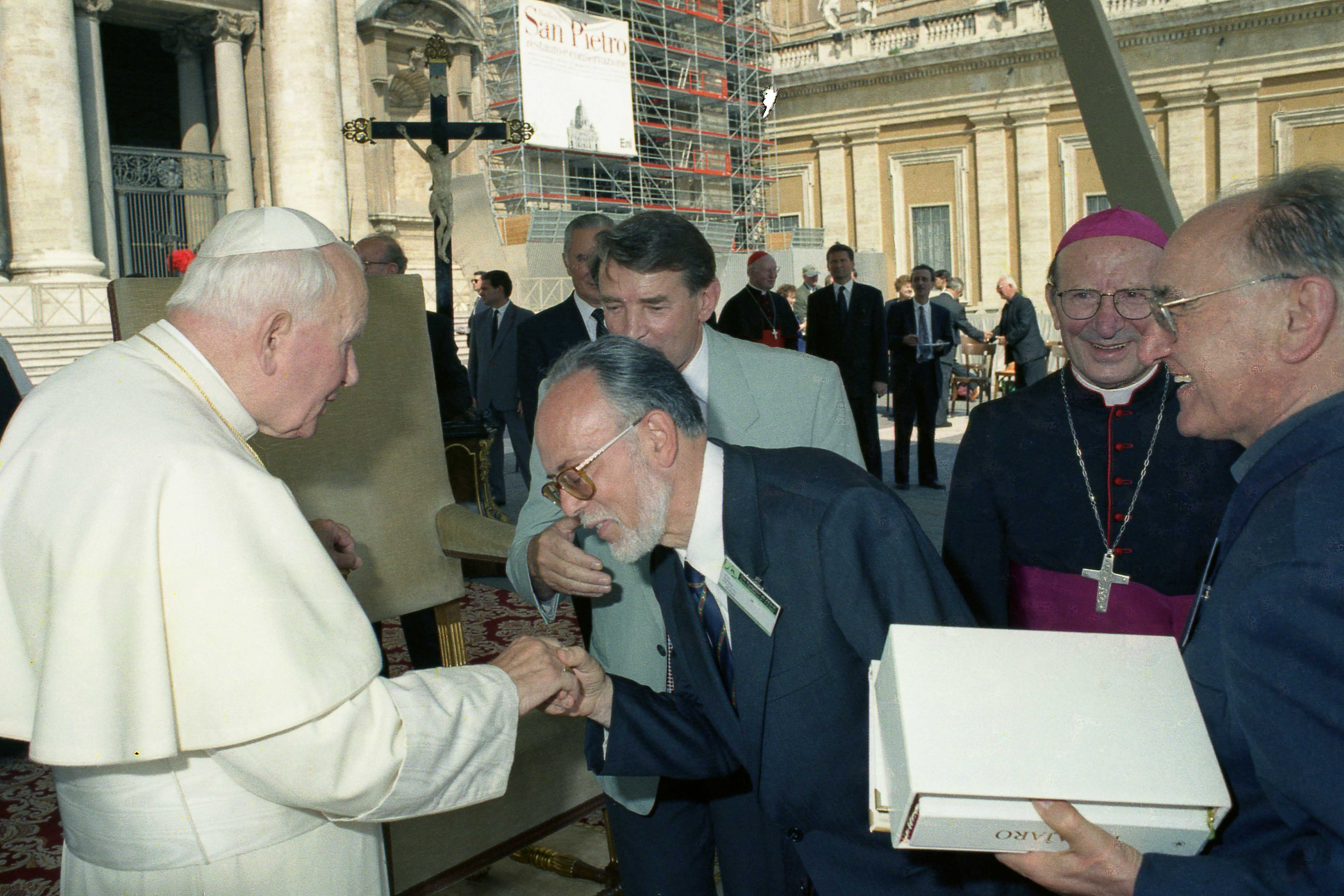
Mons. Locatelli presenta a papa Giovanni Paolo II il messale in esperanto, il 3 settembre 1997.

Il 22 febbraio 1977 papa Paolo VI lo nomina vescovo delle diocesi unite in persona episcopi di Rimini e di San Marino-Montefeltro; succede rispettivamente ai vescovi Emilio Biancheri e Antonio Bergamaschi. Il 20 marzo 1977 riceve l'ordinazione episcopale, nella cattedrale di Bergamo, dall'arcivescovo Clemente Gaddi, co-consacranti l'arcivescovo Bruno Foresti ed il vescovo Gaetano Bonicelli (poi arcivescovo).
Il 12 novembre 1988 papa Giovanni Paolo II lo trasferisce alla diocesi di Vigevano; succede a Mario Rossi; deceduto il 19 agosto.
Il 18 marzo 2000 lo stesso papa accoglie la sua rinuncia, presentata per raggiunti limiti di età; gli succede Claudio Baggini, fino ad allora vicario generale di Lodi. Rimane amministratore apostolico della diocesi fino all'ingresso del successore, avvenuto il 18 giugno seguente. Da vescovo emerito si trasferisce a Bergamo.

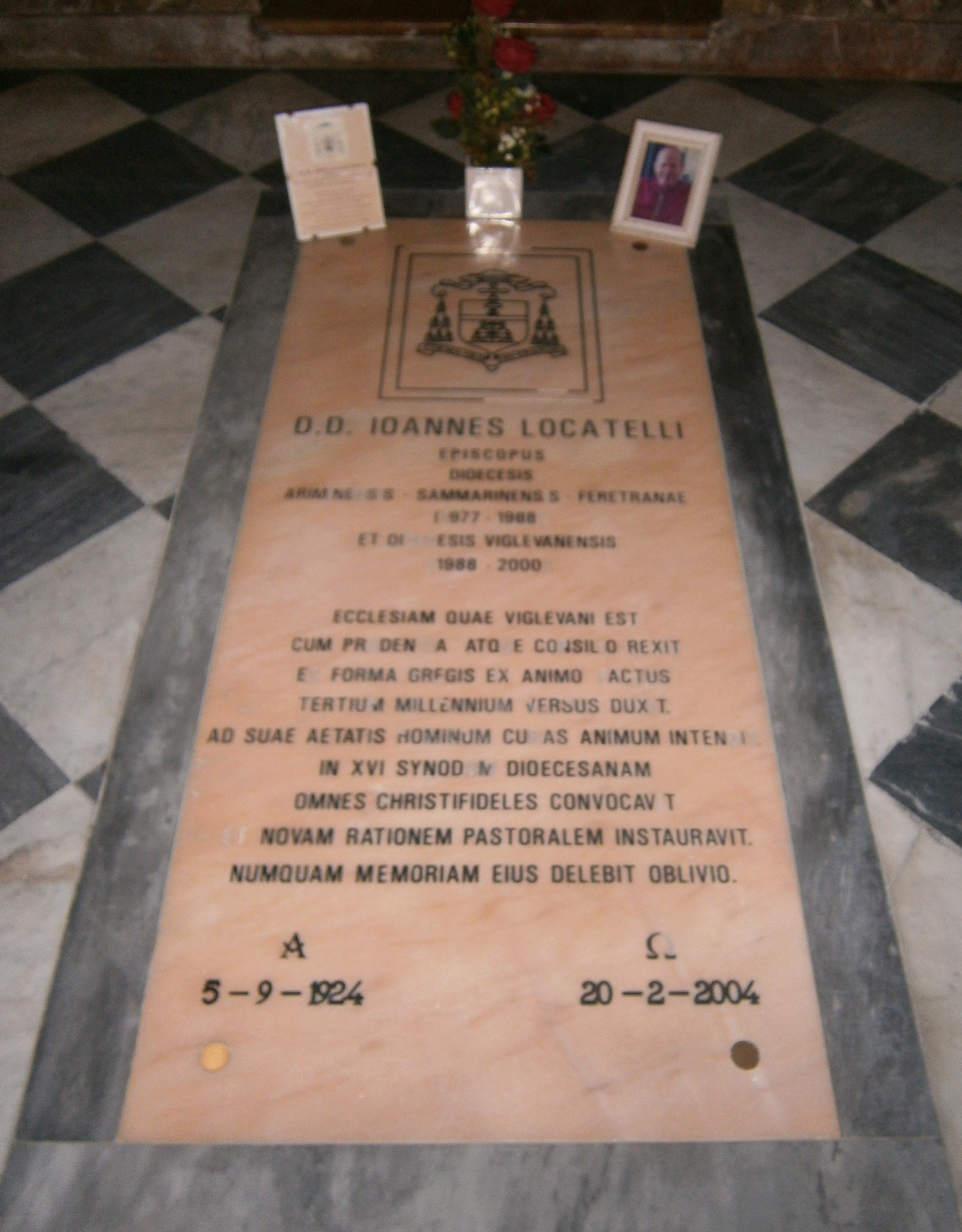
Tomba di mons. Giovanni Locatelli, nel duomo di Vigevano.

Il 20 febbraio 2004 muore a Bergamo; dopo le esequie, presiedute dal vescovo Roberto Amadei, nella cattedrale di Bergamo, e dal cardinale Dionigi Tettamanzi, nella cattedrale di Vigevano, viene sepolto in quest'ultima chiesa.

## Genealogia episcopale
La genealogia episcopale è:
- Cardinale Scipione Rebiba
- Cardinale Giulio Antonio Santori
- Cardinale Girolamo Bernerio, O.P.
- Vescovo Claudio Rangoni
- Arcivescovo Wawrzyniec Gembicki
- Arcivescovo Jan Wężyk
- Vescovo Piotr Gembicki
- Vescovo Jan Gembicki
- Vescovo Bonawentura Madaliński
- Vescovo Jan Małachowski
- Arcivescovo Stanisław Szembek
- Vescovo Felicjan Konstanty Szaniawski
- Vescovo Andrzej Stanisław Załuski
- Arcivescovo Adam Ignacy Komorowski
- Arcivescovo Władysław Aleksander Łubieński
- Vescovo Andrzej Stanisław Młodziejowski
- Arcivescovo Kasper Kazimierz Cieciszowski
- Vescovo Franciszek Borgiasz Mackiewicz
- Vescovo Michał Piwnicki
- Arcivescovo Ignacy Ludwik Pawłowski
- Arcivescovo Kazimierz Roch Dmochowski
- Arcivescovo Wacław Żyliński
- Vescovo Aleksander Kazimierz Bereśniewicz
- Arcivescovo Szymon Marcin Kozłowski
- Vescovo Mečislovas Leonardas Paliulionis
- Arcivescovo Bolesław Hieronim Kłopotowski
- Arcivescovo Jerzy Józef Elizeusz Szembek
- Vescovo Stanisław Kazimierz Zdzitowiecki
- Cardinale Aleksander Kakowski
- Papa Pio XI
- Cardinale Alfredo Ildefonso Schuster, O.S.B.
- Arcivescovo Giacinto Tredici, O.SS.C.A.
- Vescovo Felice Bonomini
- Arcivescovo Clemente Gaddi
- Vescovo Giovanni Locatelli